# Гола Голова (кряж)
Гола Голова — гірська гряда на Західному Передбалкані (Ботевградський Перебалкан), Софійської і Врачанської області, Болгарія. 
Гірський кряж Гола Голова піднімається до внутрішньої структурної смуги Західних Передбалкан. На півночі схили хребта похилі і розчленовані правими притоками (Брусника, Лишка, Реката та ін.) річки Іскир і плавно переходять у південну частину Мездренської горбистої місцевості. На сході та південному — сході з крутими, іноді вертикальними схилами схходять вниз до долин річок Малки Іскир і Бебреш, які відповідно ділять гірськи хребти Ботевградських Передбалкан на Драгойцю і Лакавицю. На південь схил кряжа поступово переходить у долину Ботевград, а на заході долина річки Мала (права притока Іскира) відокремлює кряж від гори Ржана і Стара. За 7 км на північний захід від села Новачене через низько сідло (567 м) з'єднується з горою Ржана.
Кряж Гола Голова майже прямокутної форми, довжиною близько 16 км від заходу на схід, а  ширина з півночі на південь — близько 10 км. Найвища вершина — Гола Голова (853 м), розташована в південно-західній частині хребта, приблизно за 1,5 км на захід від околиць Дилковців в селі Липниця. Північна і західна частини Голої Голови дають початок правим притокам Іскира —— Мала, Брусника, Лашка, Реката та інш.). Східна і південна — дрібним і коротким річкам і ярам, лівим притокам Іскир і Бебреша і Малого Іскира.
Кряж рівнинний, складений з палеозойських  конгломератів, юрських і крейдових піщаних і вапняних порід.  Весь хребет зарослий  дубовими лісами.
На хребті і його схилах — 8 сіл:
- Врачанський район

- Громада Мездра — Лік, Ослен Криводол та Типченица;
- Громада Роман — Курново та Сіньо Бардо ;

- Софійський область

- Громада Ботевград — Божениця, Єлов-Дол і Липниця.

На західному і південно-західному підніжжі хребта, від села Мездра до с. Новачене, протягом 23,3 км проходить ділянка дороги першого класу № 1 Державної автомобільної мережі Видин — пункт пропуску Софія — Кулата. 
Заповідна територія «Водна печера» розташована на захід від району Преславиця села Липниця.

## Топографічна карта
- Аркуш карти K-34-36. Масштаб: 1 : 100 000. (рос.) Зазначити дату випуску/стану місцевості.
- Аркуш карти K-34-48. Масштаб: 1 : 100 000. (рос.) Зазначити дату випуску/стану місцевості.